# Jimmy P.
Jimmy P., v originále Jimmy P. (Psychothérapie d'un Indien des Plaines) je francouzský hraný film z roku 2013, který režíroval Arnaud Desplechin podle vlastního scénáře. Snímek měl světovou premiéru na filmovém festivalu v Cannes dne 18. května 2013.

## Děj
Po druhé světové válce byl Jimmy Picard, severoamerický veterán z kmene Černonožců, přijat do Winter Veteran Hospital ve městě Topeka v Kansasu, kterou založil psychiatr Karl Menninger. Trpí akutními bolestmi hlavy a nekontrolovatelnými záchvaty úzkosti, které se žádnému lékaři nedaří spojit s jeho nehodou ve Francii. Pečuje o něj Georges Devereux, francouzský etnolog původem ze střední Evropy, specialista na indiánské kultury.
Georges Devereux rychle vyloučí diagnózu schizofrenie a usoudí, že jeho pacient – po celé měsíce osamělý a izolovaný – trpí neurózou a psychickými problémy souvisejícími jak s jeho rodinou, tak s etnickým původem, které se objevily jako posttraumatický stres z války. Jimmy Picard, vychovaný matkou se silnou osobností a poté stejně direktivní sestrou, v nepřítomnosti otce, žije v sociální a kulturní propasti vůči většinové bílé Americe.
Během každodenních psychoterapeutických sezení – Devereux není ani lékař, ani psychoanalytik – se mezi pacientem a terapeutem vytvoří přátelské pouto. Jimmy Picard si postupně uvědomuje, že jeho vztahy se ženami jsou vztahy panovačného a zbabělého muže, který se před válkou kvůli nedorozumění opustil svou partnerku Jane, která mezitím zemřela. Tehdy byla těhotná a má dceru, se kterou se patnáct let nestýkal.
Díky Devereuxově terapii začíná ozdravný proces, který povede k obnovenému vztahu se svou dcerou, ale také k jeho víře a jeho kultuře.

## Obsazení
| Benicio del Toro          | Jimmy Picard          |
| Mathieu Amalric           | Georges Devereux      |
| Gina McKee                | Madeleine             |
| Larry Pine                | doktor Karl Menninger |
| Joseph Cross              | doktor Holt           |
| Elya Baskin               | doktor Jokl           |
| Michelle Thrush           | Gayle Picard          |
| Misty Uphamová            | Jane                  |
| Gary Farmer               | Jack                  |
| A Martinez                | Bear Willie Claw      |
| Danny Mooney              | Eric McMurphy         |
| Arnold Agee               | majitel baru          |
| Taras Los                 | Desmond               |
| Julie Sifuentes Etheridge | Avy Spring            |
| Ryan Diamond              | student               |
| Eric Baughman             | strážný               |
| Jennifer Podemski         | Doll                  |
| Michael Greyeyes          | Allan                 |